# 太阳乡 (霍山县)
太阳乡，是中华人民共和国安徽省六安市霍山县下辖的一个乡镇级行政单位。

## 行政区划
太阳乡下辖以下地区：
金竹坪村、太阳村、船仓村、双河村和杨家河村。